# Pratt & Whitney PW1000G
Pratt & Whitney PW1000G je družina visokoobtočnih turboventilatorskih reaktivnih motorjev trenutno (2014) v razvoju pri ameriškem proizvajalcu letalskih motorjev Pratt & Whitney. Posebnost motorja je uporaba planetarnega reduktorja, ki zmanjša obrate nizkotlačne turbine (ki se vrti pri velikih obratih) in poganja ventilator, ki se vrti počasneje. S tem se doseže večji izkoristek turbine in tudi bolj aerodinamično oblikovani ventilator deluje bolj efektivno pri manjših vrtljajih. PW1000G je edini motor na letalih Airbus A220, Mitsubishi Regional Jet, Embraer E-Jet E2 in opcija na letalih Irkut MS-21 in Airbus A320NEO. Projekt je v preteklosti imel ime Geared Turbofan (GTF), originalno pa Advanced Technology Fan Integrator (ATFI).
Pratt & Whitney je prvič poskušal zgraditi turbofan z reduktorjev leta 1998 znan kot PW8000.  V bistvu bi predelelali obstoječi Pratt & Whitney PW6000 z reduktorjem..  Po nekaj letih razvoj so prekinili z PW8000 motorjem. Potem se pojavil prej omenjeni ATFI projekt baziran isto na PW6000 vendar z novim mehanizmom reduktorja in enostopenjskim ventilatorjem. To je potem vodilo do GTF programa, z novim jedrom motorja, ki so ga razvili z nemškim MTU Aero Engines. MTU je dobavil visokohitrostno (z velikimi obrati) nizkotlačno turbino in nekaj stopenj visokotlačnega kompresorja.
Novost na PW1000G je tudi VAN (Variable-Area Nozzle), naprava, ki spreminja pretok obtočnega zraka pri različnih režimih za bolj optimalno delovanje motorja in ekonomičnost. VAN naj bi zmanjšal porabo goriva za 2%.
Julija 2008 se je GTF preimenoval v PW1000G, prvi motor v seriji "PurePower" motorjev.
Pratt & Whitney je izjavil, da je PW1000G porabi 10% do 15% manj goriva kot sedanji motorji in je precej bolj tih med obratovanjem.
Motor so testirali na letalu Boeing 747SP,, drugo fazo testiranj pa na Airbus A340-600.
PW1100G je bil prvič testiran na 747SP leta 2013 .
Testiranje PW1524G se je začelo oktobra 2010.
PW1500G je dobil certifikacijo od kanadske agencije Transport Canada februarja 2013. 

## Tehnične specifikacije različnih modelov
| Različica                                         | PW1100G-JM                   | PW1215G/1217G              | PW1400G                      | PW1519G/1521G/1524G           | PW1700G/1900G |
| ------------------------------------------------- | ---------------------------- | -------------------------- | ---------------------------- | ----------------------------- | ------------- |
| Premer ventilatorja                               | 81 in (2,06 m)               | 56 in (1,42 m)             | 81 in (2,06 m)               | 73 in (1,85 m)                |               |
| Obtočno razmerje                                  | ~12:1                        | ~9:1                       | ~12:1                        | ~12:1                         |               |
| Potisk                                            | 110-150 kN (24000-33000 lbf) | 67-76 kN (15000-17000 lbf) | 110-140 kN (24000-33000 lbf) | 84,5-104 kN (19000-23000 lbf) |               |
| Poraba goriva (v primerjavi z današjnimi motorji) | -15%                         | −12%                       |                              | −14%                          |               |
| Zmanjšanje hrupa                                  |                              | −15 dB                     |                              | −20 dB                        |               |
| Zmanjšanje emisij–CO2 (ton/na letalo/na leto)     |                              | −2700 t                    |                              | −3000 t                       |               |
| Zmanjšanje emisij–NOx                             |                              | −50%                       |                              | −55%                          |               |
| Stopnje* ,                                        | 1GF-3LPC-8HPC-2HPT-3LPT      | 1GF-2LPC-8HPC-2HPT-3LPT    | 1GF-3LPC-8HPC-2HPT-3LPT      | 1GF-3LPC-8HPC-2HPT-3LPT       |               |
| Uporaba na                                        | A320neo                      | MRJ                        | MS-21                        | CSeries                       | Embraer E-Jet |
| Vstop v uporabo                                   | 2015                         | 2015                       | 2017                         | 2014                          | 2018          |

- Stopnje: GF-ventilator (povsod 1 stopnja), LPC (nizkotlačni kompresor), HPC (visokotlačni kompresor), HPT (visokotlačna turbina), LPT (nizkotlačna turbina)